# Francesc Alomar Florit
Francesc Alomar Florit (Sineu, 23 de desembre de 1928 - Ourense, 9 d'agost de 1955) va ser un ciclista mallorquí que fou professional entre 1951 i 1955. El seu germà Jaume també fou ciclista. La seva mort es va produir mentre entrenava per les carreteres gallegues després d'haver abandonat a la Volta a Galícia d'aquell any.
Va formar part del grup de ciclistes mallorquins destacats de la dècada dels cinquanta, que seguien l'estela de Bernat Capó, junt amb Antoni Gelabert, Andreu Trobat, Miquel Gual, Biel Company, Miquel Bover, Gabriel Mas, Antoni Karmany o Guillem Timoner.
Des de 1955 a Sineu se celebra durant les festes d'estiu la cursa ciclista Memorial Alomar en record seu. Una estàtua, situada a la plaça del Fossar de Sineu, també el recorda.

## Palmarès
- 1952
  - 1r al Trofeu Masferrer
- 1953
  - Vencedor d'una etapa a la Volta a Catalunya
- 1954
  - 1r a la Volta a Aragó i vencedor d'una etapa
  - 1r a la Volta a Mallorca i vencedor d'una etapa
  - 1r a la Barcelona - Vilada
  - 1r al Trofeu Borras
  - Vencedor d'una etapa a la Volta a Astúries
- 1955
  -  Campió d'Espanya de Muntanya
  - Vencedor d'una etapa a la Volta a Llevant